# Aliança para a Restauração da Paz e Contra o Terrorismo
Aliança para a Restauração da Paz e Contra o Terrorismo (abreviada ARPCT; ARPCT; somali:  Isbaheysiga Ladagaalanka Argagaxisadda) foi uma aliança somali criada por vários senhores da guerra e empresários. A aliança incluía Botan Ise Alin, Mohammed Dheere, Mohamed Qanyare, Musa Sudi Yalahow, Nuur Daqle, Abdi Hasan Awale Qeybdiid, Omar Muhamoud Finnish e outros. Alguns deles foram ministros do Parlamento Federal de Transição da Somália.
O International Crisis Group, que tinha contatos diretos com os senhores da guerra, afirmou em junho de 2006 que a CIA canalizava de US$ 100 mil a US $150 mil por mês para a ARPCT. 